# Mandamarri
Mandamarri är en stad i den indiska delstaten Telangana, och tillhör distriktet Adilabad. Folkmängden uppgick till 52 352 invånare vid folkräkningen 2011, med förorter 84 737 invånare.